# Karl von Rodewald
Wilhelm Karl Rodewald, seit 1876 von Rodewald (* 13. Juli 1845 in Schwalenberg; † 5. Februar 1935 in Detmold) war ein preußischer Generalleutnant.

## Leben

### Herkunft
Karl war ein Sohn des Rentiers August Rodewald († 1887) und dessen Ehefrau Mathilde, geborene von Rappard († 1851).

### Militärkarriere
Rodewald trat am 1. April 1863 als Freiwilliger in das Füsilier-Bataillon des Fürstentums Lippe ein. Er avancierte bis Anfang September 1864 zum Sekondeleutnant, nahm 1866 am Krieg gegen Österreich teil und erhielt für sein Wirken den Kronen-Orden IV. Klasse mit Schwertern. Durch die Militärkonvention mit Preußen erfolgte Ende September 1867 seine Versetzung in das 3. Brandenburgische Infanterie-Regiment Nr. 20 der Preußischen Armee. Während des Krieges gegen Frankreich wurde Rodewald am 16. August 1870 bei Vionville durch Schüsse in Kopf und rechtes Knie schwer verwundet. Ausgezeichnet mit dem Eisernen Kreuz II. Klasse und dem Lippischen Hausorden III. Klasse mit Schwertern stieg er nach dem Friedensschluss Ende September 1871 zum Premierleutnant und Regimentsadjutanten auf. Unter Beförderung zum Hauptmann wurde Rodewald am 11. November 1876 zum Chef der 6. Kompanie ernannt und kurz darauf am 13. Dezember in den erblichen preußischen Adelsstand erhoben.
Vom 17. Dezember 1878 bis zum 14. April 1887 war Rodewald Flügeladjutant des Fürsten Woldemar zur Lippe, avancierte zwischenzeitlich zum Major und trat mit der Ernennung zum Kommandeur des Füsilier-Bataillons im Infanterie-Regiment „Prinz Friedrich der Niederlande“ (2. Westfälisches) Nr. 15 wieder in den Truppendienst zurück. Am 27. Januar 1891 wurde er nach Freiburg im Breisgau in das 5. Badische Infanterie-Regiment Nr. 113 versetzt und zunächst mit den Funktionen des etatmäßigen Stabsoffiziers beauftragt. Mitte Februar 1891 rückte er zum Oberstleutnant und etatmäßigen Stabsoffizier auf. Sein Regimentschef Erbgroßherzog Friedrich von Baden zeichnete ihn mit dem Ritterkreuz I. Klasse des Ordens vom Zähringer Löwen mit Eichenlaub aus. Unter Beförderung zum Oberst wurde Rodewald am 17. März 1894 zur Vertretung des Kommandeurs des Infanterie-Regiments „Graf Barfuß“ (4. Westfälisches) Nr. 17 nach Mörchingen kommandiert und am 14. Mai 1894 zum Kommandeur dieses Verbandes ernannt. In dieser Eigenschaft erhielt er anlässlich des Ordensfestes im Januar 1897 den Kronen-Orden II. Klasse mit Schwertern am Ringe. Daran schloss sich ab dem 17. April 1897 eine Verwendung als Generalmajor und Kommandeur der 71. Infanterie-Brigade in Danzig an. In Genehmigung seines Abschiedsgesuches wurde er am 15. Juni 1898 mit Pension zur Disposition gestellt.
Während des Ersten Weltkriegs wurde Rodewald als z.D.-Offizier wiederverwendet, erhielt den Charakter als Generalleutnant und war Kommandant von Gefangenenlagern im Bereich des VII. Armee-Korps.
Rodewald war bei seinem Tod der letzte Offizier des Lippischen Füsilier-Bataillons.

### Familie
Rodewald hatte sich am 18. April 1873 in Detmold mit Ernestine Rodewald (* 1851) verheiratet. Aus der Ehe gingen folgende Kinder hervor:
- Ulrich (* 1874), preußischer Leutnant a. D.
- Ernst (1875–1914), preußischer Hauptmann im Infanterie-Regiment „Prinz Friedrich der Niederlande“ (2. Westfälisches) Nr. 15, gefallen bei La Neuville
- Bodo (1879–1958), deutscher Generalmajor
- Rolf (* 1884), preußischer Leutnant der Reserve, Farmbesitzer in Deutsch-Südwestafrika ⚭ Erika von Ditfurth (* 1886)
- Mathilde (* 1886)